# 22900 Trudie
22900 Trudie è un asteroide della fascia principale. Scoperto nel 1999, presenta un'orbita caratterizzata da un semiasse maggiore pari a 2,5450078 UA e da un'eccentricità di 0,1140221, inclinata di 7,32942° rispetto all'eclittica.